# Вудбрідж (Коннектикут)
Вудбрідж (англ. Woodbridge) — місто (англ. town) в США, в окрузі Нью-Гейвен штату Коннектикут. Населення — 9087 осіб (2020).

## Демографія
Згідно з переписом 2010 року, у місті мешкало 8990 осіб у 3336 домогосподарствах у складі 2549 родин. Було 3478 помешкань
Расовий склад населення:
| - 87,0 % — білих - 8,7 % — азіатів - 2,0 % — чорних або афроамериканців - 0,1 % — корінних американців |

До двох чи більше рас належало 1,7 %. Частка іспаномовних становила 3,2 % від усіх жителів.
За віковим діапазоном населення розподілялося таким чином: 23,7 % — особи молодші 18 років, 57,2 % — особи у віці 18—64 років, 19,1 % — особи у віці 65 років та старші. Медіана віку мешканця становила 47,6 року. На 100 осіб жіночої статі у місті припадало 95,6 чоловіків;  на 100 жінок у віці від 18 років та старших — 92,2 чоловіків також старших 18 років.
Середній дохід на одне домашнє господарство  становив 161 655 доларів США (медіана — 138 320), а середній дохід на одну сім'ю — 190 471 долар (медіана — 163 603). Медіана доходів становила 100 511 долар для чоловіків та 64 018 доларів для жінок. За межею бідності перебувало 4,9 % осіб, у тому числі 4,1 % дітей у віці до 18 років та 4,6 % осіб у віці 65 років та старших.
Цивільне працевлаштоване населення становило 4326 осіб. Основні галузі зайнятості: освіта, охорона здоров'я та соціальна допомога — 35,3 %, науковці, спеціалісти, менеджери — 19,3 %, фінанси, страхування та нерухомість — 9,2 %, роздрібна торгівля — 7,7 %.